# Los Amates, Morelos
Los Amates är en ort i Mexiko.   Den ligger i kommunen Yecapixtla och delstaten Morelos, i den sydöstra delen av landet, 70 km söder om huvudstaden Mexico City. Los Amates ligger 1 610 meter över havet och antalet invånare är 112.
Terrängen runt Los Amates är varierad. Runt Los Amates är det tätbefolkat, med 613 invånare per kvadratkilometer. Närmaste större samhälle är Cuautla Morelos, 8,9 km sydväst om Los Amates. Omgivningarna runt Los Amates är en mosaik av jordbruksmark och naturlig växtlighet.